# ニュース845長崎
『ニュース845長崎』（ニュースはちよんごながさき）は、NHK長崎放送局で毎週月曜 - 金曜 20:45 - 21:00に放送されている『NHKニュース』のローカルニュース番組である。長崎県内の1日のニュース・話題などを伝える。

## 放送時間
- 月曜 - 金曜 20:45 - 21:00 （JST）
  - 祝日及び年末年始は放送を休止し、20:55 - 21:00に福岡発の『ニュース・気象情報（九州・沖縄地方向け）』を放送する（12月31日を除く）。

## キャスター
- 原則としてNHK長崎放送局のアナウンサーが交替で担当。

## 主なコーナー
- メインニュース数本 - ニュースの内容は『ぎゅっと!長崎』のそれとほぼ同一。
- リポート - 『ぎゅっと!長崎』のリポートや特集をそのまま使用する日が多い。
- 季節の映像 - 『ぎゅっと!長崎』で放送されたものと同様のものを使用する。
- 気象情報 - 警報・注意報・海上警報・あすの予報。